# Где-то
«Где-то» (англ. Somewhere) — художественный фильм Софии Копполы в жанре комедийной драмы по её собственному сценарию. 11 сентября 2010 года фильм получил «Золотого льва» — главный приз Венецианского кинофестиваля. В России фильм вышел на экраны 18 ноября 2010 года, в США — 22 декабря 2010 года.

## Сюжет
Голливудский актёр Джонни Марко (Стивен Дорфф), ведёт однообразный загульный, но уже надоевший образ жизни. Богатый и знаменитый актёр проживает в отеле Chateau Marmont. Время от времени к нему приходит его 11-летняя дочь Клео (Эль Фэннинг), с матерью которой он разведён. Он проводит с ней мало времени, поскольку вечно пьянствует, ведёт распутную жизнь, однако сам от этого не в восторге. Но он понимает, что так продолжаться не должно.

## В ролях
- Стивен Дорфф — Джонни Марко
- Эль Фэннинг — Клео
- Крис Понтиус — Сэмми
- Мишель Монаган — Ребекка
- Бенисио дель Торо — камео
- Аманда Анка — Мардж
- Элли Кемпер — Клэр
- Анджела Линдвалл — блондинка
- Марина Линчук
- Александр Невский — русский журналист
- Николь Трунфио — девушка в бикини
- Валерия Марини — Камео

## Производство, релиз и отзывы
Многие сцены фильма имеют реальную основу из детства Софии Копполы и её отношений с отцом. Съёмки проходили в июне и июле 2009 года в Лос-Анджелесе и Италии.
Премьера состоялась на Венецианском кинофестивале 3 сентября 2010 года. Компания Focus Features будет распространять фильм на территории Северной Америки и в большинстве других стран. Компания Pathé будет осуществлять прокат фильма во Франции, а компания Tohokushinsha — в Японии. В России прокатом фильма занимается компания Парадиз.
Фильм получил в основном положительные отзывы кинокритиков. На Rotten Tomatoes у фильма 72 % положительных рецензий из 164. На Metacritic — 67 баллов из 100 на основе 40 обзоров.